# La Época (Buenos Aires)
La Época fue un diario de la ciudad de Buenos Aires, fundado por José Luis Cantilo el 15 de noviembre de 1916 en forma contemporánea a la asunción de la presidencia por Hipólito Yrigoyen, cuyas ideas políticas expresó. 
En la década de 1930 la marca fue comprada por Eduardo Colom que lo editó como semanario con la misma orientación hasta 1945, cuando pasó a ser diario y adoptó una posición de claro apoyo al peronismo, 
Fue incorporado a la cadena oficialista ALEA y al decretarse la disolución de este grupo de medios después del derrocamiento de Perón pasó a otros propietarios, continuó unos meses y reapareció en 1983 por menos de dos meses. Con este nombre se habían publicado diarios provinciales en Salta (1863) y Jujuy (1868).

## Trayectoria

### Fundación por José Luis Cantilo
El diario fue fundado el 15 de noviembre de 1916 por José Luis Cantilo (6 de febrero de 1871 - 11 de octubre de 1944) fue un político argentino; amigo personal y miembro del grupo más cercano a Hipólito Yrigoyen. Primero integró la Unión Cívica (1889) y luego fue fundador de la Unión Cívica Radical (1891) desde sus primeros momentos. Participó en las revoluciones de 1893 y 1905. En 1895 fue elegido diputado provincial en la Provincia de Buenos Aires. 
Entre 1917 y 1918 se desempeñó como interventor de la Provincia de Buenos Aires designado por el presidente Hipólito Yrigoyen, quien luego lo nombró Intendente de la Ciudad de Buenos Aires, cargo en el que se desempeñó entre 1919 y 1921. Uno de quienes trabajaron en La Época fue Raúl Apold, que tuvo gran importancia en la política comunicacional del peronismo como Secretario de Informaciones, quien dejó el diario para desempeñarse como funcionario público en la provincia de Buenos Aires, primero, y en la ciudad de Buenos Aires, posteriormente.
En 1922 fue elegido gobernador de la Provincia de Buenos Aires desempeñándose hasta 1926. Entre 1936 y 1940 fue diputado nacional por la Capital Federal alcanzando la presidencia de la Cámara de Diputados. El diario fue quemado y saqueado en 1930, después del golpe de Estado que derrocó al presidente yrigoyen.

### Adquisición por Eduardo Colom
El escribano Eduardo Colom, que militaba en el radicalismo yrigoyenista, le compró a Cantilo la marca La Época en la década de 1930 y lo editó a partir de 1937 como semanario con la misma orientación y con una tirada de alrededor de 10 000 ejemplares. Luego del golpe militar del 4 de junio de 1943 comenzó su intervención en política Juan Domingo Perón y Colom se le acercó y le ofreció su apoyo a cambio de créditos “blandos” que le permitieran transformar el semanario en diario, lo que le fue concedido luego de la proclamación de la candidatura de Perón.
Colom fue, junto con otros radicales entre los cuales estaba el futuro vicepresidente Hortensio Quijano, uno de los fundadores de la UCR - Junta Renovadora, un desprendimiento de la U.C.R. que integró la coalición que apoyaba a Perón. 
Durante la campaña electoral La Época fue uno de los pocos diarios que adoptó una posición de claro apoyo al peronismo y Colom fue elegido diputado nacional a partir de 1946 y reelegido por el período 1948-1952.

### Integración al grupo de medios peronistas y últimas apariciones
Desde poco después de la elección, Colom recibió ofertas desde el gobierno para vender su diario que, si bien continuaba su línea de apoyo al gobierno, se permitía también algunas manifestaciones no totalmente alineadas con el mismo. Finalmente, en 1949, lo visitaron Carlos Aloé, futuro gobernador de la provincia de Buenos Aires y testaferro de Perón en la compra de medios de comunicación y Héctor José Cámpora, quienes le dijeron que no tenía más opción que venderles el diario, lo que aceptó obteniendo quedarse como director hasta 1951 en que se desvinculó por completo.. 
Posteriormente La Época fue incorporada a la cadena  ALEA y al decretarse la disolución de este grupo de medios después del derrocamiento de Perón fue intervenida y siguió apareciendo durante unos pocos meses con una orientación socialista.
En septiembre de 1983 salió nuevamente integrado en su mayoría por periodistas simpatizantes del peronismo y algunos profesionales, dirigido por Silvio Papi y Pascual Albanese, antiguo miembro de la derecha del Partido Justicialista , periodista del diario procesista Convicción y, más adelante, funcionario de la Secretaría de Planeamiento Estratégico durante la segunda presidencia de Carlos Menem, con el eslogan “Diario comprometido de la mañana”, pero poco después de la derrota en los comicios del 30 de octubre de 1983 de la fórmula peronista Italo Luder-Deolindo Bittel ante la radical de Raúl Ricardo Alfonsín dejó de editarse.